# Quartz Composer
Quartz Composer – wizualny język programowania wchodzący w skład środowiska programistycznego Xcode w MacOS X 10.4 Tiger oraz 10.5 Leopard. Służy do przetwarzania oraz renderowania danych graficznych.
Quartz Composer korzysta z OpenGL, Core Image, Core Video oraz innych technologii służących do budowania API.
Projekty stworzone w Quartz Composer mogą być odtwarzane w każdej aplikacji zgodnej z QuickTime (Mac OS X 10.4+) jako aplikacje Quartz Composer, lub jako części składowe programów stworzonych w Cocoa oraz Carbon.